# Òrrius
Òrrius és un municipi de la comarca del Maresme.

## Geografia
- Llista de topònims d'Òrrius (Orografia: muntanyes, serres, collades, indrets..; hidrografia: rius, fonts...; edificis: cases, masies, esglésies, etc).

És un poble del Maresme interior localitzat entre els municipis de Cabrils, Vilassar de Dalt, Argentona i la comarca del Vallès Oriental i situat a uns nou quilòmetres de Mataró, capital de la comarca.
| La Roca del Vallès |         |           |
|                    |         | Argentona |
| Vilassar de Dalt   | Cabrils |           |

## Història
Els primers vestigis humans al terme municipal d'Òrrius daten del tercer mil·lenni aC. Concretament, s'hi van trobar eines neolítiques (destrals, puntes de fletxa...). També d'aquest període trobem al poble el menhir de Can Camat i el dolmen de ca la Mort.
Han estat trobats a la font dels Castanyers diversos objectes dels voltants del 2000 aC, entre els quals destaca un vas semiesfèric de fang. Dels voltants del 1500 aC han sigut trobades restes d'un poblat ibèric a Céllecs, abandonat a la segona meitat del segle ii aC.
La primera vegada que es documenta la vila va ser el 974, en un document que anomena una vil·la de nom Orreos, topònim d'origen llatí que faria referència a graners. També destaquen els documents datats d'entre els anys 1013-1016 en els quals es fa referència a les possessions de Bernat de Sant Vicenç, situats vora de la parròquia.
Pel que fa als primers edificis que van ser documentats dins l'actual municipi, van ser les capelles de Sant Andreu, d'època preromànica (segle X), on van ser emprats diferents fragments de construccions o enterraments de l'època tardoromana; i la capella de Sant Bartomeu, d'estil romànic i construïda al segle XI al damunt d'un indret que és considerat un lloc de culte d'èpoques prehistòriques.
Durant el segle xiii, el Rei Jaume I va atorgar als habitants de la població el dret que no fossin venuts els seus habitants ni les seves franqueses. Aquest fet fou ràpidament oblidat i va comportar a una sèrie de conflictes amb els senyors feudals de la zona. Aquest problema no fou solucionat fins que el monarca Ferran I va reconèixer aquests drets l'any 1415.

## Edificis i espais d'interès

### Església de Sant Andreu (seglexvi)
Actual església del municipi, fou construïda l'any 1576 pel mestre de cases Joan Salvador, nadiu de Mataró. Aquesta edificació està ubicada on abans hi va haver una església preromànica, de què es té constància des de l'any 1023.

### Sant Bartomeu de Cabanyes
És una església romànica de les més antigues de la zona. La capella està documentada des de l'any 1191 i està ubicada en un lloc estratègic enmig del camí que comunica les actuals comarques del Vallés i el Maresme

### El Bosc Màgic
El nom de bosc màgic d’Òrrius es deu a les seves estranyes estàtues, que es varen esculpir a principi de la segona meitat del segle passat. Les tres estàtues, d'autor desconegut, van ser un elefant, un indi i un moai. Totes 3 estan separades per la malesa del bosc, on et pots perdre entre les diferents rutes que porten a diferents restes prehistòriques, entre les quals hi ha un túmul. En el llarg camí de 12 quilòmetres, que no requereix gaire esforç per ser travessat, apareix una petita cova esculpida al vessant de la muntanya. Al seu interior, es creu que es varen practicar rituals de bruixeria, ja que s'hi varen trobar diferents restes de vísceres animals. A més, en aquest bosc s'amagava el bandoler Perot Rocaguinarda. Segons la llegenda, aquest malfaent, dedicat a atacar els diferents carruatges que creuaven el bosc, es diu que tallava una creu per cada víctima que atracava a la Roca de les Creus. També serà recordat per haver quedat immortalitzat en El Quijote, on se l'esmenta com Roque Guinart. En un altre indret del camí, apareix una altra gran roca, el darrera de la qual amaga una gran pintura rupestre. En arribar al final del camí circular, es troben les tres estàtues ja esmentades, que tornen la mirada al excursionista i se n'acomiaden.

### Priorat deSant Pere de Clarà.
Es tracta d'un priorat benedictí situat molt a prop d'Òrrius. Forma part de l'Inventari del Patrimoni Arquitectònic de Catalunya.

### Masia deCan Cunill
És una una masia del segle xvii, d'arquitectura barroca, tot i que es creu que l'original pot ser més antiga. En un principi era una masia d'ús agropecuari, però actualment és una casa familiar. Consta d'un edifici principal de tres plantes i un segon edifici de dues plantes amb una galeria porxada. La façana, ja restaurada, consta de diversos balcons amb un marc de carreus de pedra.

### Can Femades
La masia de Can Femades està documentada des del segle xiii, en un document en què trobem el nom de Guillem Femades el 1266. Va pertànyer als Femades fins al segle XVI amb el matrimoni amb la família Riudemeia. La masia es troba restaurada, a excepció del portal de mig punt fet amb grans dovelles, amb una finestra al damunt d’estil gòtic.

### Poblat ibèric del Turó de Céllecs
Està ubicat al Parc de la Serralada Litoral, situat al cim del Turó de Céllecs, el qual dona el nom. És un jaciment arqueològic amb 4 Ha d’extensió, en el qual es troben restes arqueològiques de l’Edat del Bronze final, des del segle VII aC fins al segle ii aC, que acabà amb l'arribada dels romans i les guerres amb els cartaginesos.

## Demografia
| 1497 f | 1515 f | 1553 f | 1717 | 1787 | 1857 | 1877 | 1887 | 1900 | 1910 |
| ------ | ------ | ------ | ---- | ---- | ---- | ---- | ---- | ---- | ---- |
| -      | -      | 9      | -    | -    | 387  | 356  | 354  | 268  | 259  |

| 1920 | 1930 | 1940 | 1950 | 1960 | 1970 | 1981 | 1990 | 1992 | 1994 |
| ---- | ---- | ---- | ---- | ---- | ---- | ---- | ---- | ---- | ---- |
| 223  | 248  | 210  | 245  | 259  | 218  | 259  | 366  | 381  | 381  |

| 1996 | 1998 | 2000 | 2002 | 2004 | 2006 | 2008 | 2010 | 2012 | 2014 |
| ---- | ---- | ---- | ---- | ---- | ---- | ---- | ---- | ---- | ---- |
| 420  | 419  | 420  | 364  | 330  | 295  | 635  | 654  | 651  | 690  |

| 2016 | 2018 | 2020 | 2022 | 2024 | 2026 | 2028 | 2030 | 2032 | 2034 |
| ---- | ---- | ---- | ---- | ---- | ---- | ---- | ---- | ---- | ---- |
| 702  | 730  | 758  | 793  | 805  | -    | -    | -    | -    | -    |

En el cens de 2021la població del municipi d'Òrrius era de 793 habitants . És un municipi amb pocs naixements i defuncions a l'any. El 2020 només hi consten 6 naixements i una única defunció. Des de l'any 2011, la població ha crescut en 192 persones.
Queda enregistrat també que només 20 d'aquestes 779 persones són d'origen estranger. Hi ha poca mobilitat quant a residència en l'estranger per part d'habitants d'Òrrius. Pel que fa als estudiants residents, només el 51,9% estudia en el mateix municipi, d'un total de 135 alumnes escolaritzats.

## Economia
L'economia d'Òrrius era tradicionalment l'agricultura, amb especialitat en els cultius de secà. Amb el pas del temps, la proximitat de la localitat de Mataró va provocar que s'abandonés aquesta tradició d'agricultura per convertir-se en un lloc de residència familiar, especialment a partir de l'any 1970. Actualment bona part els seus habitants treballen fora del poble. El 2009 no es troben dades de terres emprades per l'agricultura i només hi ha una propietat destinada a la ramaderia.
Pel que fa a la construcció d'habitatges o allotjaments turístics, hi ha dades que l'any 2020 s'han començat tres edificacions d'habitatges diferents, però no hi ha cap establiment turístic al municipi.
De l'activitat industrial, només es té constància de l'explotació continuada d'una petita pedrera de granit. Això suposa un 0% d'emissions de residus industrials.

## Festes i tradicions
Els dissabtes té lloc el mercat setmanal.
- Festa del maig: plantada d'un pollancre el segon dissabte de maig a la plaça de la Constitució. Antigament, es tallava un arbre de grans dimensions que els orriencs traslladaven fins a la plaça, on el replantaven i el podaven.
- Festa Major de Sant Abdó i Sant Senén: en nom dels copatrons Sant Abdó i Sant Senén. És la Festa Major de la localitat i se celebra el darrer cap de setmana de juliol.
- Festa local d'hivern: 30 de novembre, se celebra Sant Andreu, amb l'elaboració dels típics pastissets en forma de peix.
- Pessebre Vivent d'Òrrius: es celebra un petit pessebre vivent amb voluntaris del poble de totes les edats on s'evoca l'ambient que hi podia haver al voltant del naixement de Jesús de Natzaret. Se celebra abans de l'arribada de Nadal, però els darrers anys s'ha suspès per la pandèmia i per motius de calendari.

## Clima
El clima d'Òrrius és de tipus mediterrani. Les precipitacions màximes corresponen a la tardor, mentre que l'estiu és l'època més seca de l'any. Pel que fa a les temperatures, són moderades tot l'any. Oscil·len entre els 3 °C i els 18 °C de temperatura mínima, i entre 12 °C i 29 °C de màxima. Els mesos més freds serien de desembre a febrer i els més calorosos, juliol i agost.